# كول أوف ديوتي: إيليت
كول اوف ديوتي:إيليت(بالإنجليزية: Call of Duty: Elite)‏ هي خدمة على الإنترنت انشئت بواسطة أكتيفجن ميزات الخدمة هي احصاءات مدى الحياة لسلسلة كول اوف ديوتي .و خيارات شبكات اجتماعية.يوجد نسختين من ايليت مجانية وبريميوم .تقدم الخدمة شهريا وسائط للتنزيل مثل خرائط واضافات لسلسلة كول اوف ديوتي .اعتبارا من 31 مارس 2012 تم تسجيل مايقارب 10 ملايين لاعب بالخدمة